# Acerte ou Caia!
Acerte ou Caia! é um game show exibido pela Record desde 25 de agosto de 2024, sendo apresentado pelo humorista Tom Cavalcante. 
É baseado no game show israelense La'uf al HaMillion, sendo também livremente inspirado na versão argentina intitulada ¡Ahora caigo!, transmitido pelo Canal 13, que originou outros derivados como Roleta Russa e Quem Fica em Pé?, com o primeiro também sendo exibido pela Record em 2003, mas sem ligação com o formato transmitido na Band, apesar das regras serem idênticas ao dos programas apresentados por Milton Neves e Datena em suas respectivas épocas.

## Formato
No programa, uma celebridade disputa contra outras dez uma charada, tendo 30 segundos para adivinhar a palavra proposta. O líder recebe três vidas e pode repassar elas ao adversário, que são separados por números de 1 a 10. Caso o líder acerte a charada, o participante derruba o adversário escolhido e pode ganhar um valor ou perder tudo que foi acumulado, dependendo da placa escondida pelo concorrente selecionado. Agora, se o adversário acertar a charada, ele vai tomando uma vida do líder. O prêmio vai acumulando e pode ser dobrado se o participante chegar à charada final após derrubar todos os seus oponentes, alcançando até R$300 mil. Se desistir, o candidato leva apenas a metade do prêmio.
Caso o líder erre a pergunta e perca todas as vidas, ele mesmo cai no buraco e perde todo o dinheiro acumulado, sendo substituído por quem o derrubou, exceto na rodada final, onde ele responde dez charadas em dois minutos.

## Produção
Em dezembro de 2023, a Record anunciou o retorno de Tom Cavalcante ao seu casting após 12 anos de sua saída para apresentar um programa aos domingos. Para marcar a volta de Tom, a emissora o escolheu para ser o anfitrião do especial Família Record.
Em abril de 2024, a Record anunciou a produção de uma versão brasileira do programa israelense La'uf al HaMillion, recebendo como título Acerte ou Caia!, tendo a co-produção da Boxfish, pertencente ao empresário Diego Guebel, sendo também livremente inspirada no show argentino ¡Ahora caigo!. A primeira e a segunda temporada foram gravadas em estúdios da Argentina e do Chile, enquanto que a terceira temporada foi gravada em São Paulo.

## Exibição
Inicialmente com a data de estreia prevista para o dia 18 de agosto de 2024, o programa foi adiado para o dia 25 do mesmo mês em razão da repercussão do falecimento de Silvio Santos. De 25 de agosto até 29 de dezembro de 2024, a atração era exibida às 14h de domingo, sendo mudada e esticada em 5 de janeiro de 2025, passando para a faixa das 15h45, substituindo o Hora do Faro.
O programa também teve um episódio especial de natal exibido no dia 25 de dezembro de 2024.
Temporadas
| Temporada | Temporada | Episódios | Exibição original     | Exibição original       |
| Temporada | Temporada | Episódios | Estreia da temporada  | Final da temporada      |
| --------- | --------- | --------- | --------------------- | ----------------------- |
|           | 1         | 14        | 25 de agosto de 2024  | 1.º de dezembro de 2024 |
|           | 2         | 11        | 8 de dezembro de 2024 | 23 de fevereiro de 2025 |
|           | 3         |           | 2 de março de 2025    | ASA                     |
|           | 4         |           | ASA                   | ASA                     |

## Repercussão
Em sua estreia, registrou 5,9 pontos e share de 10,2% representando um aumento nos índices em comparação aos filmes exibidos na faixa das 14h. Em alguns episódios, a atração passou a oscilar entre 5 e 7 pontos, chegando a assumir a vice-liderança em boa parte do tempo.
Com a mudança de horário, o programa passou a ser vice-lider isolado, ultrapassando boa parte da exibição vespertina do Domingo Legal e superando também os índices do Hora do Faro, que costumava ficar em terceiro lugar até a sua extinção. No dia 26 de janeiro de 2025, o programa registrou o seu maior índice desde a estreia com 7,3 pontos, pico de 10,7 e share de 14,1%, assumindo a vice-liderança isolada contra o SBT em toda a sua exibição (16h00 às 18h04), chegando a assumir a liderança por 10 minutos contra o Domingão com Huck, da TV Globo, registrando 10,4 pontos contra 9,8 da adversária. O recorde seria superado no dia 23 de março com 7,5 pontos e pico de 10, ficando na vice-liderança isolada e chegando a encostar na Globo.